# Youprice
Youprice est un opérateur de réseau mobile virtuel (MVNO) français créé en 2022.
Il propose des forfaits mobiles sans engagement utilisant les réseaux Orange et SFR.
Contrairement à de nombreux MVNO en 2024, il est indépendant des quatre opérateurs de réseaux (Orange, SFR, Bouygues et Free).

## Histoire
Youprice a été lancé en juin 2022 en tant que marque de l'entreprise NetCom Group, avant d'être reprise en octobre 2022 par la société You Price nouvellement créée. 

## Offres
Youprice commercialise des forfaits mobiles sans engagement avec les caractéristiques suivantes :
- Utilisation des réseaux Orange ou SFR au choix du client
- Accès à la 5G incluse dans certaines offres

## Positionnement
Youprice se positionne comme un opérateur low-cost, proposant des tarifs compétitifs par rapport aux opérateurs historiques. Il cible une clientèle de particuliers à la recherche de forfaits mobiles abordables.